# Dầu gió
Dầu gió là một chất lỏng dạng tinh dầu, sử dụng như thuốc xoa dùng ngoài cơ thể, một số loại dầu gió nhẹ có thể pha loãng với nhiều nước ấm để uống. Dầu gió được người ở khu vực Đông Á sử dụng nhiều, tuy nhiên người châu Âu và châu Mỹ lại e ngại loại thuốc này do mùi hương đặc trưng khiến họ khó chịu. Một số loại dầu gió thông dụng như dầu bạc hà, dầu khuynh diệp, dầu tràm...

## Hình dạng và quy cách
Dầu gió thường được đóng trong chai thủy tinh dạng nhỏ gọn nhằm mang theo bên người, có màu sắc tùy thuộc nhà sản xuất: xanh lá, đỏ, cam, trắng,... Tại Việt Nam, màu xanh lá được dùng phổ biến.

## Thành phần
Dầu gió có thành phần chủ yếu là các tinh dầu, thường là tinh dầu Bạc hà Á và các thành phần phụ tùy thuộc công thức riêng của nhà sản xuất. Nhiều công thức làm dầu gió được xem là bí mật thương mại cũng như là công thức gia truyền nhiều đời. Khảo sát nhiều loại dầu gió tại Việt Nam, hai thành phần thường bắt gặp nhất là menthol và methyl salicylate, hai chất này có trong tinh dầu bạc hà. Ngoài ra còn có khuynh diệp, quế, tràm, long não, hương nhu, thông, camphor, cineol,...

## Tác dụng
Dầu gió có vị cay, tính mát, có tác dụng hạ sốt, ra mồ hôi, giảm đau, giảm ho, sát trùng, giảm phù nề, làm cho tinh thần sảng khoái, bay hơi nhanh gây mát và tê tại chỗ do đó rất hiệu quả với các trường hợp đau dây thần kinh.

## Cẩn trọng
Dầu gió có tác dụng phụ làm tăng bài tiết mồ hôi, khiến thân nhiệt hạ thấp. Vì vậy không được dùng cho người bị lở ngứa, ra mồ hôi, sốt cao, vừa ốm dậy, người suy nhược, táo bón, tăng huyết áp. Hơn nữa, tinh dầu bạc hà có nguy cơ gây hiện tượng ức chế tuần hoàn và hô hấp dẫn đến ngừng tim và ngừng thở, vì vậy phải tuyệt đối không dùng dầu gió cho trẻ em dưới hai tuổi, trẻ em và phụ nữ có thai, đang cho con bú.
Ngoài ra nếu dùng quá thường xuyên sẽ dễ gây " nhờn thuốc" giảm tác dụng.
Sau đây là nguyên văn ý kiến của TS.DS Nguyễn Phương Dung Trưởng bộ môn Bào chế, khoa Y học cổ truyền, Đại học Y Dược Thành phố Hồ Chí Minh (SGTT) 
- Không dùng dầu gió hơn 4 lần/ngày.
- Dầu gió chỉ hiệu quả khi sử dụng đúng cách. Nên chọn mua dầu gió có đăng ký tiêu chuẩn chất lượng. Cần đọc kỹ các thông tin hướng dẫn sử dụng kèm theo bao bì.
- Trước khi thoa dầu cần rửa sạch, lau khô vùng da bị đau, bôi hoặc xoa bóp một lượng vừa đủ. Không bôi quá nhiều dầu và trên diện rộng. Cũng không nên dùng thường xuyên mà ngưng ngay khi cơn đau đã chấm dứt.
- Để sử dụng dầu gió an toàn, dùng bôi thoa ngoài da là chính để chống viêm nhiễm, kháng khuẩn, giảm đau và làm cho tinh thần sảng khoái. Không nên uống dầu gió để hạn chế các phản ứng phụ nguy hiểm như gây sốc, ngừng hô hấp, ngưng tim.
- Chỉ xông hơi bằng dầu gió khi cơ thể nhiễm lạnh. Khi sử dụng dầu gió với phụ nữ đang mang thai và trẻ dưới hai tuổi, cần phải có ý kiến tư vấn kỹ lưỡng của bác sĩ.